# René Jacolliot
René Jacolliot, né le 14 juillet 1892 à Montluçon et mort le 24 mai 1968 à Perpignan, est un footballeur international français.

## Biographie
René Jacolliot commence sa carrière de footballeur à l'US Boulogne. Lors de la saison 1908-1909, à tout juste 16 ans, il est déjà titulaire dans l'équipe première qui compte les internationaux Maurice Tilliette et Paul Mathaux.
Son poste de prédilection est milieu de terrain. Il ne compte qu'une sélection en équipe de France de football, Belgique-France à Bruxelles au stade du Vivier d'Oie en 1913. Au sein d'une équipe de France disparate, formée à l'amiable, René n'exista pas, plus d'ailleurs que ses partenaires, légèrement dépassés par les événements sur le sol belge (défaite 3 à 0).
Jacolliot est sergent du 5e régiment du génie à Versailles lorsque commence la Première Guerre mondiale.
Après sa carrière, il devient directeur d’usines de produits céramiques à Kleinblittersdorf. 
Après quelques années dans l'est de la France, il rentre à Paris en 1924, « Jaco » comme il est surnommé dans la presse s'occupe désormais de la formation jeunes de l'ASF. Plus tard, il se reconverti dans la fabrication de couverts en métal aciéré sur Asnières.
Il demeure un suiveur fidèle de l’équipe de France, assistant notamment aux matchs au Parc des Princes.

### Clubs successifs
- US Boulogne[7]
- AS française[8]

## Palmarès
- Finaliste du championnat de France de l'USFSA en 1912[9].